# Сопот (комуна)
Сопот (рум. Sopot) — комуна у повіті Долж в Румунії. До складу комуни входять такі села (дані про населення за 2002 рік):
- Башков (369 осіб)
- Белоц (325 осіб)
- П'єтроая (429 осіб)
- Перень (51 особа)
- Сирска (168 осіб)
- Сопот (538 осіб)
- Чернат (121 особа)

Комуна розташована на відстані 206 км на захід від Бухареста, 27 км на захід від Крайови.

## Населення
За даними перепису населення 2002 року у комуні проживала 2001 особа.
Національний склад населення комуни:
| Національність | Кількість осіб | Відсоток |
| -------------- | -------------- | -------- |
| румуни         | 1999           | 99,9%    |
| німці          | 1              | < 0,1%   |
| турки          | 1              | < 0,1%   |

Рідною мовою назвали:
| Мова      | Кількість осіб | Відсоток |
| --------- | -------------- | -------- |
| румунська | 1999           | 99,9%    |
| німецька  | 1              | < 0,1%   |
| турецька  | 1              | < 0,1%   |

Склад населення комуни за віросповіданням:
| Релігія       | Кількість осіб | Відсоток |
| ------------- | -------------- | -------- |
| православні   | 1987           | 99,3%    |
| п'ятдесятники | 11             | 0,5%     |
| адвентисти    | 2              | 0,1%     |
| мусульмани    | 1              | < 0,1%   |